# Francisco Sánchez Luna
Francisco Sánchez Luna, zwany także Kiko Sánchez (ur. 19 września 1965 w Alicante) – hiszpański żeglarz sportowy, złoty medalista olimpijski z Barcelony.
Zawody w 1992 były jego drugimi igrzyskami olimpijskimi, debiutował w 1988. W Barcelonie zwyciężył w klasie 470, partnerował mu Jordi Calafat. W Atlancie w 1996 nie obronili tytułu, zajęli 9. miejsce. W 470 zdobył tytuł mistrza globu w 1992 i 1993 oraz srebro światowego czempionatu w 1989 i 1990.